# Friedrich Graf von Wrangel

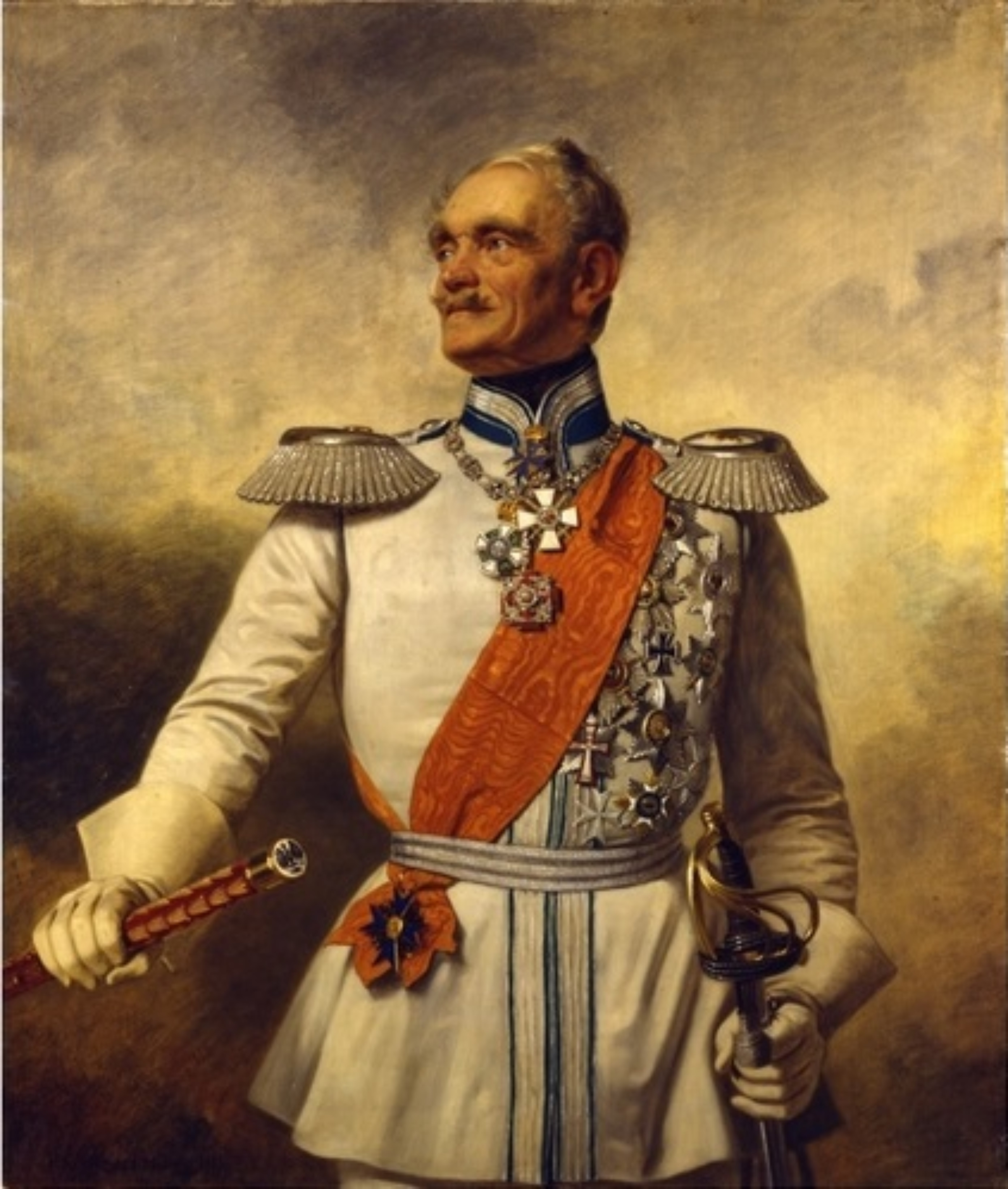
Thống chế Friedrich von Wrangel

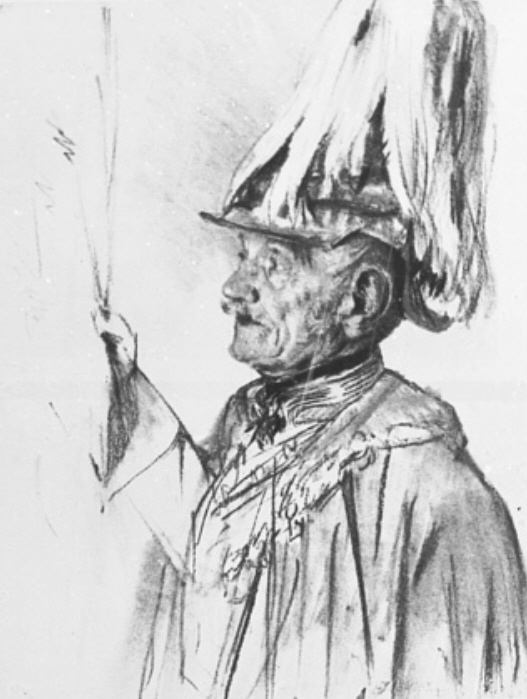
Friedrich Graf von Wrangel. Tranh chân dung của Adolph Menzel, năm 1865.

Friedrich Heinrich Ernst Graf von Wrangel (13 tháng 4 năm 1784 tại Stettin, Pommern – 2 tháng 11 năm 1877 tại Berlin) là một Bá tước và Thống chế của quân đội Phổ, được xem là một trong những người đã đóng góp đến sự thành lập Đế quốc Đức. Được thị dân Berlin mệnh danh là Cha Wrangel (Papa Wrangel), ông trở thành một trong những tướng lĩnh được dân chúng ưa chuộng nhất của Phổ vì khiếu hài hước thô kệch của mình. Gia nhập các lực lượng Phổ vào năm 1796, Wrangel đã tham gia chiến đấu chống Pháp và thể hiện khả năng của mình trong những cuộc chiến tranh của Napoléon. Trên cương vị là một tư lệnh cấp sư đoàn ông đã giải quyết tình hình bất ổn tại Köln vào năm 1837. Về sau, ông chỉ huy quân đội Liên minh các quốc gia Đức trong Chiến tranh Schleswig lần thứ nhất vào năm 1848, tiến quân đến tận Jutland, và cùng năm đó ông dập dắt cuộc cách mạng ở Berlin. Vào năm 1864, ông được bổ nhiệm làm Tổng Tư lệnh quân đội liên minh Áo - Phổ trong cuộc Chiến tranh Schleswig lần thứ hai, nhưng vị Thống chế quá cao tuổi không giành được thắng lợi đáng kể trong cuộc chiến và vị vương thân-chiến sĩ Friedrich Karl đã thay thế ông làm Tổng Tư lệnh liên quân. Trong khoảng thời gian cuối đời, ông tích cực tái cấu trúc lực lượng kỵ binh Phổ và đóng vai trò cố vấn quân sự trong cuộc Chiến tranh Áo-Phổ (1866) và Chiến tranh Pháp-Đức (1870 – 1871).

## Cuộc đời ban đầu
Wrangel ra đời tại Stettin (ngày nay là Szczecin, Ba Lan) ở tỉnh Pommern, Phổ. Khi mới 12 tuổi, ông đã gia nhập một trung đoàn long kỵ binh vào năm 1796 và được phong cấp thiếu úy vào năm 1798. Trong những cuộc chiến tranh của Napoléon, trung đoàn của chỉ được động viên hoàn toàn sau thất bại của Phổ trong trận Jena. Wrangel đặc biệt thể hiện khả năng của mình trong trận Heilsberg vào năm 1807, và được tặng thưởng huân chương cao quý nhất của Phổ – Huân chương Quân công. Trong quá trình cải cách quân đội, Wrangel lên quân hàm trung úy và tiếp theo đó là đại úy. Với cuộc tái cấu trúc trung đoàn long kỵ binh của ông, Wrangel trở thành Tư lệnh của Trung đoàn Thiết kỵ binh số 3 được hình thành từ trung đoàn long kỵ binh cũ của ông. Trong cuộc Chiến tranh Giải phóng năm 1813, ông chiến đấu tốt tại Hainan, Liebertwolkwitz, và Leipzig, nên được thăng quân hàm thiếu tá, và được nhận Huân chương Thập tự Sắt tại Wachau gần Leipzig. Năm 1814, ông ban đầu tham gia trong các hoạt động phong tỏa quanh Luxembourg, sau đó đóng một vai trò quan trọng trong giao tranh ác liệt vào tháng 2. Trên đường rút quân đến Etouges, ông được Thống chế Blücher vì tài năng chỉ huy trung đoàn của mình. Ông cũng tích cực tham gia trong các trận đánh tại Laon và Sezanne. Cùng năm đó, do những cống hiến của mình trong cuộc chiến, ông lên quân hàm thượng tá, và được giao quyền chỉ huy Trung đoàn Long kỵ binh số 2 Tây Phổ. Mặc dù trung đoàn không tham chiến trong chiến dịch năm 1815, ông trở thành đại tá.

## Tướng và Thống chế Phổ
Trong thời kỳ hòa bình lâu dài, Wrangel đã thể hiện bản lĩnh của mình như một sĩ quan kỵ binh táo bạo và hiệu quả. Ông chỉ huy một lữ đoàn kỵ binh vào năm 1821, và được phong cấp Thiếu tướng hai năm sau đó, khi ông vừa tròn 40 tuổi. Ông chỉ huy Sư đoàn số 13, với tổng hành dinh đặt tại Münster ở Westfalen vào năm 1834, khi mà bạo động bùng nổ do những bất đồng giữa Tổng gám mục Köhn và vương quyền. Thái độ ứng xử cương quyết của ông đối với giới tăng lữ đã ngăn chặn tình trạng bất ổn nghiên trọng. Ông lên quân hàm Trung tướng, được triều đình tặng thưởng nhiều huân chương, có được sự tín nhiệm của tầng lớp quý tộc Junker, và lần lượt giữ chức chỉ huy tại Königsberg và Stettin.

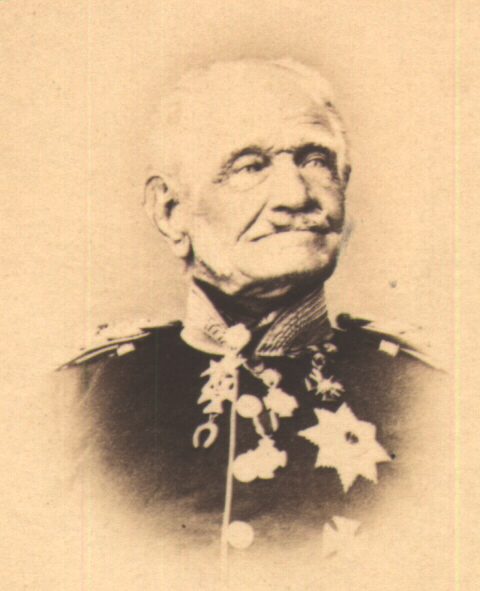
Chân dung Friedrich von Wrangel, 1877.

Vào năm 1848, Wrangel được bổ nhiệm làm Tư lệnh Quân đoàn II của quân đội Liên minh các quốc gia Đức trong cuộc Chiến tranh Schleswig lần thứ nhất, và được phong quân hàm Thượng tướng Kỵ binh. Dưới sự chỉ đạo của ông, quân đội Phổ đã giành một số chiến thắng trước quân Đan Mạch, và tấn công Jutland. Tuy nhiên, các cường quốc khác của châu Âu gây áp lực buộc Phổ phải rút quân, và do đó vua Friedrich Wilhelm IV đã huấn dụ cho Wrangel rút quân khỏi các công quốc Schleswig và Holstein. Song, Wrangel từ chối, khẳng định rằng ông đang nằm dưới sự chỉ huy của chấp chính quan Đức chứ không phải là vua Phổ. Ông đề xuất rằng bất kỳ một hòa ước nào được ký kết chí ít phải được đệ trình cho Nghị viện Frankfurt, do những người theo chủ nghĩa tự do, phê chuẩn. Điều này gây cho phe tự do hiểu nhầm rằng Wrangel đứng về phía họ. Tuy nhiên, người Đan Mạch từ chối đề xuất này và các cuộc đàm phán chấm dứt. Sau một sự lưỡng lự phân vân, Phổ ký kết thỏa ước tại Malmö vào ngày 26 tháng 8 năm 1848, theo đó họ thực sự nhượng bộ mọi yêu cầu của Đan Mạch.
Sự bất tuân của Wrangel không gây tai họa cho ông: vào mùa hè, triều đình Phổ triệu tập ông đến Berlin để trấn áp các cuộc nổi dậy tại đây trong Các cuộc cách mạng năm 1848 ở Đức. Ông khởi binh tới thành phố Berlin vào ngày 10 tháng 11 năm 1848, mà không gặp phải nhiều sự kháng cự. Đoàn quân của ông được sự chào đón của tầng lớp trung lưu, những người đã mệt mỏi trước tình trạng rối ren và bất ổn trong cuộc cách mạng – chào đón. Trên cương vị là Thống đốc Berlin và Tổng Tư lệnh quân đội tại Brandenburg (chức vụ mà ông giữ cho đến khi mất), Wrangel đã tuyên bố vây hãm thành phố và trục xuất viên chủ tịch và các thành viên tự do chủ nghĩa của Hội đồng Quốc gia. Ông nhanh chóng khôi phục quyền lực của Chính phủ. Như vậy, trong lịch sử hồi sinh đầy biến động của Vương quốc Phổ, đã hai lần thái độ kiên quyết không khoan nhượng của Wrangel đạt được mục tiêu của mình mà không gây đổ máu. Để tưởng thưởng công trạng của Wrangel trong việc dập tắt cuộc cách mạng tại Berlin, Quốc vương Friedrich Wilhelm IV đã phong ông quân hàm Thượng tướng Kỵ binh, và bổ nhiệm ông làm Tổng Tư lệnh Quân đoàn III, chứ không chỉ là chỉ huy quân đội tại Brandenburg. Kể từ đây, ông trở thành một cộng sự thân cận của Vương tử Wilhelm, sau là Hoàng đế Wilhelm I của Đức. Kể từ giai đoạn này trở lại, Wrangel đóng một vai trò quan trọng trong việc hồi sinh lực lượng kỵ binh Phổ, binh chủng đã rơi vào tình trạng bị bỏ bê và kém hiệu quả kể từ năm 1815. Vào năm 1856, tướng Wrangel tổ chức lễ kỷ niệm 60 năm ngày ông gia nhập quân đội Phổ, và nhân dịp này ông được phong cấp bậc cao nhất Thống chế vào ngày 15 tháng 8. Ông trở thành viên sĩ quan duy nhất giữ quân hàm Thống chế trong quân đội Phổ khi ấy, mặc dù những người em của Đức vua là Vương tử Karl và Wilhelm giữ những cấp bậc được cho là tương đương với Thống chế.
Khi cuộc Chiến tranh Schleswig lần thứ hai bùng nổ giữa Áo và Phổ với Đan Mạch, vị Thống chế 80 tuổi Wrangel được bổ nhiệm làm Tổng Tư lệnh quân đội liên minh. Wrangel giờ đây đã quá cao tuổi nên không thể hoạt động theo các kế hoạch của Tổng tham mưu trưởng Helmuth von Moltke. Theo Từ điển Bách khoa Toàn thư Anh (phiên bản năm 1911, ông thường ban bố những mệnh lệnh vu vơ hoặc không thể thực hiện được, và luôn khao khát Vương tử Friedrich Karl thay thế ông chỉ huy liên quân. Nhà sử học Hans-Ulrich Wehler đã đánh giá về Wrangel trong chiến dịch năm 1864 là "hoàn toàn bất lực", và trên thực tế, Wrangel không phải là một nhà chiến lược tài năng, mà là một sĩ quan can trường trên trận tuyến với khiếu hài hước thô kệch kiểu Berlin. Sau trận Dybbøl, Wrangel từ chức chỉ huy, được phong làm Bá tước (Graf) và được nhận nhiều vinh dự khác. Từ điển Bách khoa Anh cho rằng thanh danh của Wrangel, và tài năng chỉ huy của Friedrich Karl, Helmuth von Moltke, Eduard Vogel von Falckenstein, và Ludwig Karl Wilhelm von Gablenz đã mang lại chiến thắng vang dội cho liên quân trong chiến dịch này. Trong quá trình diễn ra cuộc chiến, mâu thuẫn gay gắt đã nảy sinh giữa vị Thống chế và Thủ tướng Otto von Bismarck. Bất bình trước sự can thiệp của các nhà ngoại giao vào tình hình chiến sự, Wrangel đã đánh điện cho Đức vua: "Tâu Bệ hạ, đám nhà ngoại giao đáng bị đưa lên giá treo cổ". Nhưng đến một ngày, khi hai người ngồi cạnh nhau bên bàn của Đức vua, Wrangel đã tỏ ra ăn năn hối lỗi, và ông cùng Thủ tướng trở lại là bạn với nhau cho đến khi Wrangel mất. Vào năm 1866, trong cuộc Chiến tranh Áo-Phổ, ông không giữ một chức Tư lệnh nào vì tuổi tác của mình, nhưng tình nguyện đi theo quân đội ra chiến trường. Nhà sử học G. L. M. Strausse đã từng chứng kiến một lần tại quân y viện ở Nachod, Wrangel đã chia sẻ và động viên các thương binh, đồng thời cấp chút tiền cho họ. Sau cuộc chiến, ông hăng say đóng góp cho cuộc cải tổ binh chủng kỵ binh lần thứ hai trong giai đoạn 1866 – 1870, và trong cuộc Chiến tranh Pháp-Đức (1870 – 1871). Cũng như trong cuộc chiến với Áo, ông làm cố vấn quân sự cho Phổ trong cuộc chiến tranh với Pháp. Trong cuộc diễu binh chiến thắng của quân đội Phổ – Đức về kinh thành Berlin sau các cuộc chiến năm 1866 và 1870 – 1871, Wrangel được vinh dự dong ngựa ở phía trước những nhân vật quan trọng như Bismarck, Roon và Moltke. Ông từ trần tại Berlin vào năm 1877, hưởng thọ 93 tuổi.
Nhân dịp kỷ niệm thứ 70 ngày ông gia nhập quân ngũ, trung đoàn của Wrangel, Trung đoàn Thiết kỵ binh số 3, đã được đặt tên là "Bá tước Wrangel" (Graf Wrangel). Trong bộ phim Bismarck (1940) của đạo diễn Wolfgang Liebeneiner, Wrangel được Hans Junkermann thủ vai. Ngày nay ở Berlin-Kreuzberg có Đường Wrangel (Wrangelstraße), vốn đã được đặt theo tên ông từ năm 1849.

## Lưu ý
Chú ý đến tên gọi của ông: Graf là một tước hiệu, tương đương với Bá tước, chứ không phải là một tên riêng hoặc tên lót. Trước năm 1919, tước hiệu nằm ở phía trước tên riêng. Tước hiệu cũ của những người còn sống sau năm 1919 là thành phần thuộc tên họ, do đó nằm phía sau tên thánh và không thể được dịch. Tước vị tương đương với Nữ Bá tước là Gräfin.

### Chuyên khảo
- Biographie des General-Feldmarschall Grafen von Wrangel. Nach amtlichen Materialien bearbeitet. u. hrsg. von B. Brunckow, Berlin 1866
- Franz Ludwig August von Meerheimb: Graf von Wrangel, Königlich Preußischer General-Feldmarschall . Mittler, Berlin 1877
- Henry von Baensch, Geschichte der Familie von Wrangel, Berlin-Dresden 1887 (ND Boston 2005).
- Harald Müller: Friedrich Heinrich Ernst von Wrangel. General der Konterrevolution. In: Helmut Bleiber u.a. (Hrsg.): Männer der Revolution von 1848. Band 2. Akademie Verlag, Berlin 1987, ISBN ngày 3 tháng 5 năm 285-9, S. 513-536
- B. Poten: Wrangel, Friedrich Graf von. In: Allgemeine Deutsche Biographie (ADB). Band 44, Duncker & Humblot, Leipzig 1898, S. 226–232.
- Eintrag in der Deutschen Biographischen Enzyklopädie
- Volker Schäfer, Friedrich Graf von Wrangel, in: Gerhard Taddey (Hrsg.), Lexikon der deutschen Geschichte, Stuttgart ³1998, S. 1385.

### Hồi ký
- Philipp zu Eulenburg, Der alte Wrangel, in: Aus fünfzig Jahren, Berlin 1923, S. 13-22.
- Karl Ludwig von Prittwitz, Berlin 1848, Berlin 1985

### Sách phổ thông
- Arthur Bach: Papa Wrangel. Aus dem Leben des Generalfeldmarschalls Graf Friedrich Heinrich Ernst von Wrangel. 1784-1877. Woltersdorf-Verlag, Woltersdorf b. Erkner 1937
- Siegfried Fischer-Fabian: »Achtzig müsste man sein...« – Friedrich Graf von Wrangel, in: Berlin-Evergreen. Bilder einer Stadt in sechzehn Porträts. Ullstein, Frankfurt/Main 1975, S. 49-59.